# Spring Valley (Nueva York)
Spring Valley es una villa ubicada en el condado de Rockland en el estado estadounidense de Nueva York. En el año 2020 tenía una población de 33,066 habitantes y una densidad poblacional de 6,300 personas por km². Spring Valley se encuentra ubicada dentro del pueblo de Ramapo.

## Geografía
Spring Valley se encuentra ubicada en las coordenadas 41°6′52″N 74°2′52″O / 41.11444, -74.04778. Según la Oficina del Censo, la ciudad tiene un área total de 5,5 km² (2,1 mi²), de la cual 5,4 km² (2,1 mi²) es tierra y 0,1 km² (0 mi²) (0.47%) es agua.

## Demografía
Según la Oficina del Censo en 2000 los ingresos medios por hogar en la localidad eran de $41,311, y los ingresos medios por familia eran $42,097. Los hombres tenían unos ingresos medios de $31,182 frente a los $26,350 para las mujeres. La renta per cápita para la localidad era de $14,861. Alrededor del 15.2% de la población estaban por debajo del umbral de pobreza.

## Educación
El Distrito Escolar East Ramapo Central gestiona escuelas públicas.